# Arthur Goethals
Arthur Goethals (Brugge, 13 februari 1946) is een Belgisch bestuurder die bekendheid kreeg door zijn carrière bij Delhaize Groep, en zijn loopbaan binnen de basketbalsport. Goethals studeerde marketing aan de UGent en het IPO (nu de AMS), en Advanced Management bij Vlerick. Hij begon in 1968 als aankoper bij Claeys in Zedelgem. Daarna werkte hij meer dan 30 jaar bij Delhaize, en vervulde hij allerhande bestuursfuncties in de basketbalwereld.

## Delhaize
Goethals werkte bij Delhaize Groep van 1972 tot 2008. Hij begon er zijn carrière in 1972 als supermarktdirecteur in Oostende. Goethals werd vervolgens achtereenvolgens districtsmanager (1975), directeur diversificaties (1980), directeur afdeling supermarkten (1987), lid van het directiecomité (1994) en algemeen directeur België (1999). Vanaf 2001 was hij CEO van Delhaize België, daarna vanaf 2005 CEO van Delhaize West- en Centraal-Europa (inclusief België). Goethals bleef bij Delhaize een adviserende functie vervullen tot februari 2008.

## Basketbal
Van januari 2007 tot juni 2015 was Goethals voorzitter van BC Oostende. Daarvoor was hij al vijf jaar vicevoorzitter van die club. Hij werd 17 juni 2015 unaniem verkozen tot voorzitter van de Belgische Pro Basketball League. Hij was er toen al een jaar ondervoorzitter. Vanaf september 2015 bekleedde hij daadwerkelijk die voorzittersfunctie. Na vijf jaar werd zijn mandaat verlengd met één seizoen. Hierdoor was hij uiteindelijk Liga-voorzitter voor zes jaar. Van 2016 tot 2021 was Goethals lid van de raad van bestuur van FIBA Europe. Vanaf juli 2021 was hij strategisch adviseur van de raad van bestuur van basketbalbond ULEB. Vervolgens werd hij op 20 juni 2024 unaniem gekozen tot voorzitter van de BNXT League. Van BNXT League kreeg hij eerder al een Lifetime Achievement Award. Goethals is tevens voorzitter van de commissie "Media en Marketing" binnen de Basketball Champions League. Ook was hij actief voor basketbalclubs Racing Mechelen en Haantjes Oudenaarde (te Leupegem).

## Bestuursmandaten
Goethals vervulde bestuursmandaten bij allerhande organisaties, waaronder bpost, VBO, Matexi, Greenyard Foods (Univeg), en GaultMillau. Van 2005 tot 2008 was hij voorzitter van Fedis, de federatie van Belgische warenhuizen. Hij was lid van het Belgisch Olympisch Comité van 1992 tot 2006.

## Privéleven
Goethals is getrouwd met echtgenote Rita en heeft een zoon. Hij woont in Oostende.